# سموییناتس
سموییناتس (به صربی: Smoljinac) یک منطقهٔ مسکونی در صربستان است که در مالو تسرنیچه واقع شده‌است. سموییناتس ۱٬۸۷۳ نفر جمعیت دارد.